# Iosif Naghiu
Iosif Naghiu (n. 11 martie 1932, București – d. 7 noiembrie 2003) a fost un dramaturg român.

## Cariera de dramaturg
Absolvent al Institutului de Arte Plastice Nicolae Grigorescu, Naghiu a scris peste 20 de piese de teatru care au cunoscut montări scenice în țară și în străinătate si care au fost distinse cu numeroase premii, a scris scenarii de film (Luchian) și de televiziune (Capul de zimbru, după Vasile Voiculescu). 

## Debutul literar
Iosif Naghiu a debutat literar cu versuri în revista Luceafărul, o data cu poeții Nora Iuga, Constantin Abăluță, Adrian Păunescu, Gabriela Melinescu și Constanța Buzea. 
Tot în 1968, debutează cu teatru scurt în același teatru Luceafărul, piesa Celuloid fiind pusa ulterior în scenă la Teatrul Nottara, care-l avea director pe dramaturgul Horia Lovinescu. 

## Primele succese și epoca cenzurării sale
Dar marele succes vine după apariția primului volum de teatru, intitulat Autostop, când piesa Gluga pe ochi este pusă în scenă la Teatrul Bulandra, în regia lui Valeriu Moisescu și în interpretarea actorului Toma Caragiu. 
Această parabolă, comică, a intelectualului agresat de forțele întunericului, avea să fie jucată de peste 60 de ori cu sălile pline, bucurându-se de un succes enorm, până în momentul interzicerii ei, în 1971, când regimul comunist a declanșat o ampla acțiune de intimidare a scriitorilor care nu se conformau "societății socialiste multilateral dezvoltate". 

## Interzicerea lui Naghiu
În urmă unui articol de o pagină în ziarul Scînteia, semnat de redactorul șef de atunci Nicolae Dragoș, în care Iosif Naghiu era criticat vehement, Gluga pe ochi a fost interzisă, iar pentru tânărul dramaturg a început calvarul izolării. 
Din 1971 până în 1990, doar trei piese i-au mai fost puse în scenă, iar autorul, care a refuzat să între în partid, nu s-a mai putut angaja la nici o redacție și la nici o editură.
Iosif Naghiu a trebuit să aștepte tot 10 ani până când piesa A treia caravelă a fost pusă în scenă;
A încetat din viața în anul 2003 în urma unei crize cardio-respiratorii.

## Filmografie

### Scenarist
- Ștefan Luchian (1981) - în colaborare cu Nicolae Mărgineanu
- Capul de zimbru (film TV, 1996)

### Actor
- Artista, dolarii și ardelenii (1980)
- Ștefan Luchian (1981)

## Premii și distincții
Dramaturgul Iosif Naghiu a primit două premii ale Uniunii Scriitorilor la interval de 10 ani (1983 și 1993) și două premii ale Asociației Scriitorilor din București, tot la interval de 10 ani (1974 și 1984).

### Decorații
- Ordinul național „Serviciul Credincios” în grad de Ofițer (1 decembrie 2000) „pentru realizări artistice remarcabile și pentru promovarea culturii, de Ziua Națională a României”[2]